# Liceo italiano di Asmara
Il liceo sperimentale italiano "Guglielmo Marconi" di Asmara è un istituto statale italiano dedicato all'istruzione secondaria di secondo grado in Eritrea.

## Storia
Il primo liceo italiano nasce ad Asmara nel 1935, come liceo quadriennale scientifico "Ferdinando Martini", diventando poi liceo classico dal 1937 al 1956; l'ordinamento quinquennale viene introdotto nel 1986. La scuola ha raccolto anche il testimone dell'istituto tecnico "Vittorio Bottego".
A partire dal 1994 viene iniziata una sperimentazione didattica come istituto plurilingue. La scuola è fra le più prestigiose e rinomate del paese.

## Corsi di studio
- indirizzo liceo linguistico[1]
- indirizzo costruzioni (geometra) [2]
- indirizzo aziendale (ragioneria) [3]
- indirizzo professionale edile [4]

## Didattica
L'istituto, pur nel rispetto dei programmi ministeriali, svolge una speciale attività didattica principalmente in italiano con inglese obbligatorio e con corsi opzionali di arabo, francese e spagnolo.
Da anni la scuola collabora con l'Ambasciata e la Cooperazione allo sviluppo italiane per fornire agli studenti migliori l'opportunità di proseguire gli studi in Italia ed in altri paesi.
Gli allievi, circa 330, sono per l'85% di nazionalità eritrea con la significativa presenza di un 15% di altre nazionalità, molti dei quali già formati all'istituto italiano comprensivo di Asmara.
L'istituto è ben conosciuto ed apprezzato anche per le molteplici attività sportive, anche a livello agonistico.